# 마쓰다이라 노부마스
마쓰다이라 노부마스(일본어: 松平信賢, 1808년 7월 10일 ~ 1873년 9월 11일)는 스루가 오지마 번의 제8대 번주이다.
단바 가메야마 번 제5대 번주 마쓰다이라 노부유키의 6남이며, 마쓰다이라 노부히데의 형이다. 마쓰다이라 노부토모의 딸을 정실로 맞았다. 자식으로는 장남 마쓰다이라 노부시게(松平信成) 등이 있다. 관위는 종5위하, 단고노카미(丹後守).
선대 노부토모의 사위가 되고, 1836년 6월 27일(덴포 7년 5월 14일)에 노부토모가 은거했기 때문에 뒤를 이었다. 번주가 되었을 당시, 1833년(덴포 4년)부터 시작된 덴포 대기근으로 인해 번의 재정이 어려웠다.
1851년 5월 27일(가에이 4년 4월 27일), 후계자(양자)인 마쓰다이라 노부유키에게 가독을 양도하고 은거한다. 1873년(메이지 6년) 9월 11일 66세로 죽었다. 묘소는 도쿄도 다이토구 시타야(下谷)의 에이신지(英信寺)에 있다.
| 전임 마쓰다이라 노부토모 | 제15대 다키와키 마쓰다이라 가문 당주 1836년 ~ 1851년 | 후임 마쓰다이라 노부유키 |

| 전임 마쓰다이라 노부토모 | 제8대 오지마 번 번주 1836년 ~ 1851년 | 후임 마쓰다이라 노부유키 |